# Jan Fransz
Jan Fransz (ur. 24 maja 1937 w Amsterdamie, zm. 18 grudnia 2021 w Alkmaarze) – holenderski piłkarz występujący na pozycji stopera lub pomocnika oraz trener piłkarski.

## Kariera piłkarska
Fransz był wszechstronnym piłkarzem, grał głównie na pozycji stopera lub środkowego pomocnika, jednak zdarzało mu się grać również jako prawy obrońca, środkowy obrońca, lewy pomocnik, ofensywny pomocnik i środkowy napastnik. Wychowanek stołecznych klubów – DVOS oraz Ajaxu. Występował w Ajaxie, Scheveningen Holland Sport, RC Heemstede, HFC Haarlem, Blauw-Wit Amsterdam i FC Amsterdamie, kończąc karierę piłkarską w roku 1976, w wieku 39 lat. Ze stołecznym Ajaksem zdobył mistrzostwo Holandii i Puchar KNVB oraz mistrzostwo Eerste divisie z HFC Haarlem.

## Kariera trenerska
Rok po zakończeniu kariery zaczął pracować jako trener, w latach 1977–1981 pełnił rolę asystenta w HFC Haarlem. W latach 1981–1987 pracował jako pierwszy trener amatorskiego AFC '34, z którym udało mu się wywalczyć awans do wyższej klasy rozgrywkowej. Od 1987 do 1992 pełnił rolę asystenta w AZ, dwukrotnie (1989 oraz 1995) był trenerem tymczasowym oraz pracował w nim jako skaut.
Fransz zmarł 18 grudnia 2021 w wieku 84 lat.